# Bocigas
Bocigas település Spanyolországban, Valladolid tartományban. Bocigas Almenara de Adaja, Olmedo, Aguasal és Fuente-Olmedo községekkel határos. Lakosainak száma 75 fő (2024).

## Népesség
A település népessége az utóbbi években az alábbiak szerint változott:
| Lakosok száma | 140  | 129  | 126  | 101  | 93   | 91   | 84   | 80   | 77   | 75   |
|               | 2001 | 2004 | 2007 | 2009 | 2012 | 2014 | 2017 | 2019 | 2022 | 2024 |